# 聶憲藩

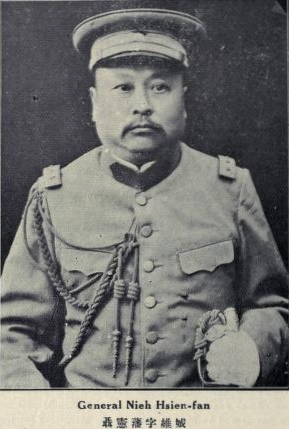

聂宪藩（1880年—1933年），字維城，安徽省廬州府合肥县人，清末民初军事将领。聶士成之子。

## 生平
他早年留學日本東京振武学校。畢業歸国後，他歷任直隷營務處提調、濟南巡防營隊官、北洋督練公所参謀處總辦。
中華民国成立後的1912年（民国元年）6月他署理山東登州鎮總兵。翌年8月他任煙台鎮守使，晉升中将。1919年（民国8年）12月至1921年（民国10年）8月，他任安徽省省長。翌年5月他任步軍統領衙門統領。10月他獲將軍府授予“憲威将軍”。1924年（民国13年）10月步軍統領衙門廢止，聶憲藩改任京畿警備副司令。
1933年（民国22年）他去世。享年54嵗。